# Алигатори
Алигаторите (Alligator) са род крокодили от семейство Алигаторови (Alligatoridae). Името „алигатор“ е англиканизирана форма на испанското el lagarto („гущерът“) – името, с което ранните испански изследователи и заселници във Флорида наричали алигатора.
Има два съвременни вида алигатори:
- Американски алигатор (Alligator mississippiensis)
- Китайски алигатор (Alligator sinensis)

## Външен вид
Алигаторите се характеризират с по-широка муцуна и с по-дорзално разположени очи в сравнение с типичните крокодили. И двата съвременни вида са със сравнително тъмна окраска, често почти черна. Но окраската е силно зависима и от водата. Така например води, богати на водорасли, придават зеленикаво оцветяване на алигаторите, а тези обитаващи води с висока концентрация на танин от гниещи дървета са тъмно оцветени. Сериозна отличителна черта на алигаторите е, че когато челюстите са затворени, само горния ред зъби може да бъде видян, за разлика от типичните крокодили, при които и горните и долни зъби са ясно забележими. Съществуват обаче отделни екземпляри алигатори с челюстни деформации, при които тази отличителна черта е трудно забележима. Очите на възрастните екземпляри отразяват светлина в червен цвят през нощта за разлика от тези на младите (зелен цвят) и това често се използва при нощен лов на алигатори.

## Физически характеристики
Американският алигатор достига средно на тегло и дължина съответно 363 kg и 4 m. Според парка Евърглейд, най-големият описан алигатор във Флорида е бил дълъг около 5,3 m, а за най-големия в света се счита екземпляр, уловен в Луизиана, дълъг 5,8 m. Малка част от тези екземпляри са мерени на тегло, но обикновено масата им е около тон.
Китайският алигатор е значително по-малък с дължина рядко надминаваща 2 m.
Продължителността на живот на алигаторите е около 50 години, но при благоприятни условия може да надмине 70 години. Така например в Белградската зоологическа градина има екземпляр от 1937 година, а в зоопарка на Рига, Латвия – от 1935 година.

## Местообитание и разпространение
Има само две страни в света, където се срещат алигатори – САЩ и Китай.
Американския алигатор нормално обитава крайбрежието на Мексиканския залив, Тексас, Оклахома, Луизиана, Мисисипи, Алабама и Флорида, както и Арканзас, Джорджия и в Северна Каролина и Южна Каролина. През подследните години ареалът на алигаторите в САЩ се разширява на север. Алигатори са били забелязвани в Мемфис, Тенеси , може би преплували река Мисисипи.
Мнозинството от американските алигатори обитават щатите Флорида и Луизиана. Така например изчисленията показват, че в щата Флорида има повече от един милион алигатори.
Китайският алигатор е застрашен от изчезване вид и се среща само в няколко блата по поречието на река Яндзъ. Полагат се усилия за опазването на този вид, като изчисленията показват, че само наколко дузини екземпляри живеят в естествената си среда, а около 10 000 екземпляра са в различни зоологически градини и консервационни паркове.

## Поведение
Възрастните мъжки алигатори са самотни, териториални животни. По-малките, често се вскупчват на групи. Като принцип може да се отбележи, че възрастните алигатори (мъжки или женски) бранят своята територия, докато малките имат висок толеранс към други индивиди със същия размер.
Въпреки че алигаторите имат тежко и масивно тяло, както и забавен метаболизъм, те са способни да развият за кратко време скорости от 50 km/h . Плячка на алигаторите често са сравнително малки животни, който могат да бъдат уловени и убити с една атака, но дори и големи животни са обект на лов, предварително умъртвявани чрез удавяне. Алигаторите поглъщат храна, която не може да бъде преглътната наведнъж или като я оставят да се разложи или като я захапят и активно я разкъсват чрез мятане или търкаляне.
Повечето от мускулите на челюстите са създадени за захапване и задържане на плячката, затова и мускулите който затварят челюстите са изключително силни, но мускулите отварящи челюста са относително слаби. В резултат, възрастен човек може сравнително лесно да задържи затворена муцуната на алигатор, а често въже или гумена примка напълно достатъчно за да се възпрепятства отварянето на челюстите.
Алигаторите са относително боязливи и при наличие на хора предпочитат да избягат или да се потопят във водата. Това е довело до арогантно поведение от страна на хората, които често посещават животинските леговищата. Съществуват закони срещу даването на храна на алигатори, но тази практика все още съществува и води до загуба на естествените инстинкти на алигаторите и скъсяване на дистанцията между алигатора и човека.

## Хранене
Алигаторите поглъщат всичко, което могат да уловят. Когато са малки, те се хранят с риба, насекоми, охлюви и ракообразни. Когато пораснат могат да започнат да се хранят и с по-големи животни – големи риби, костенурки, дребни бозайници, птици и други влечуги. Когато са изключително гладни, могат да се хранят и с мърша. Стомасите им съдържат и гастролити. Възрастните алигатори могат да нападат диви прасета и елени, както и по-малки алигатори. В някои изолирани случаи алигатори са забелязвани да атакуват пуми и мечки. С навлизането на човек в естествената им среда, атаки над хора са познати, но не са чести. За разлика от крокодилите, алигаторите не разпознават веднага плячка в лицето на човек.
Човешките жертви, причинени от алигатори имат тенденция към нарастване поне в САЩ. Докато за 30 години (от 1970 г. до 2000 г.) в САЩ е имало 9 жертви на алигатори, за периода 2001 – 2006 г. общия брой е около 11. Алигаторите се боят от хора, но самоувереността и арогантността на човек, често е причина за атаките на алигатори над хора.

## Размножаване
Половата зрялост на алигатора е зависима повече от размера на животното, отколкото от възрастта му. За зрели екземпляри се считат тези достигнали размер над 1,5 m. Размножителният сезон е през пролетта, когато водата е сравнително топла. Женските изграждат гнездо в близост до водата, в околоните корени и храсталаци и отлагат там яйцата си. Полът е абсолютно зависим от времето на инкубация и от околната температура. Температури от около 30 °C дават женски екземпляри, а при 34 °C се излюпват само мъжки. Тази зависимост от температурата е в първите седем до 21 дена от инкубацията. Естествените гнезда, изградени върху листа са сравнително по-топли (34 °C) с тези изградени върху заблатени места (30 °C), което се отразява на пола на новоизлюпените. Нормалното съотношение на половете в природата (при излюпването) е 5:1 в полза на женските екземпляри.
Женският алигатор застава на стража до гнездото и помага на малките да достигнат водата след излюпването. Грижата за малките може да продължи до една година, ако те останат в същата област. Най-голямата заплаха за малките алигатори са възрастните, причина за около 50% от смъртността на младите.

## Изкуствено отглеждане
Отглеждането на алигатори е голяма и нарастваща индустрия във Флорида, Тексас и Луизиана. Общо тези три щата произвеждат около 45 000 кожи годишно. Кожите от алигатори са изключително скъпи, като тези на животни над 1,6 – 1,7 m струват няколко стотици щатски долара. Пазарът за алигаторово месо също нараства, като в САЩ годишно се произвежда над 135 тона месо.